# Lopes
Lopes ist ein patronymisch gebildeter portugiesischer Familienname mit der Bedeutung „Sohn des Lope“.

## Namensträger

### A
- Afonso Lopes Vieira (1878–1946), portugiesischer Schriftsteller
- Alexandre Lopes (* 1974), brasilianischer Fußballspieler
- Álvaro Lopes Cançado (1912–1984), brasilianischer Fußballspieler
- Amaro Lopes († 1992), portugiesischer Fußballspieler
- Américo Lopes (1933–2023), portugiesischer Fußballspieler
- Anderson Lopes (* 1993), brasilianischer Fußballspieler
- Aniceto Guterres Lopes (* 1967), osttimoresischer Menschenrechtler und Politiker
- Anthony Lopes (* 1990), portugiesischer Fußballtorwart
- Antonio Fernandes Lopes (* 1980), portugiesischer Unternehmer und Produzent
- Antônio Francisco Bonfim Lopes (* 1976), brasilianischer Drogenhändler
- Antonio Maher Lopes (* 1965), osttimoresischer Politiker
- Antônio Lopes dos Santos (Antônio Lopes; * 1941), brasilianischer Fußballtrainer
- Armando dos Santos Lopes (* 1966), osttimoresischer Politiker
- Armindo Teixeira Lopes (1905–1976), portugiesischer Maler
- Assis Lopes (* 1931), brasilianischer Geistlicher, Weihbischof in São Sebastião do Rio de Janeiro

### B
- Baltasar Lopes da Silva (1907–1989), kap-verdischer Poet
- Bárbara Lopes (* 2002), portugiesische Fußballspielerin
- Baruch Lopes Leão de Laguna (1864–1943), niederländischer Maler
- Bernardo Lopes (* 1955), osttimoresischer Lehrer, Unabhängigkeitskämpfer und Beamter
- Bernardo Gaspar Lopes (* 1993), portugiesisch-gibraltarischer Fußballspieler
- Bertina Lopes (1924–2012), mosambikanisch-italienische Malerin und Skulpteurin
- Breno Lopes (Fußballspieler, 1990) (Breno Gonçalves Lopes; * 1990), brasilianischer Fußballspieler
- Breno Henrique Vasconcelos Lopes (* 1996), brasilianischer Fußballspieler
- Brian Lopes (* 1971), US-amerikanischer Mountainbikefahrer
- Bruno Lopes (* 1966), französischer Rapper und Pokerspieler, siehe Suprême NTM
- Bruno Henrique Lopes (* 1995), brasilianischer Fußballspieler

### C
- Carlos Lopes (* 1947), portugiesischer Langstreckenläufer
- Carlos da Silva Lopes (* 1965), osttimoresischer Politiker
- Cidália Lopes Nobre Mouzinho Guterres, First Lady von Osttimor

### D
- Daniel Lopes (* 1976), deutscher Popsänger
- Daniel Lopes Silva (* 1983), brasilianischer Fußballspieler
- David Lopes (1867–1942), portugiesischer Sprachwissenschaftler und Historiker
- Deolinda Lopes Vieira (1888–1993), portugiesische Grundschullehrerin, feministische und anarchosyndikalistische Aktivistin
- Diego Lopes (* 1994), brasilianischer Fußballspieler
- Diogo Lopes de Sequeira (um 1465–um 1530), portugiesischer Seefahrer und Entdecker
- Dirceu Lopes Mendes (* 1946), brasilianischer Fußballspieler
- Domingos Lopes Lemos, osttimoresischer Politiker
- Dora Lopes (1922–1983), brasilianische Sängerin und Komponistin
- Duarte Lopes, portugiesischer Kaufmann und Seefahrer, Afrikareisender und Kartograph

### E
- Éderzito António Macedo Lopes (* 1987), guinea-bissauischer Fußballspieler, siehe Éder (Fußballspieler, 1987)
- Emmy Lopes Dias (1919–2005), niederländische Schauspielerin
- Ernando Rodrigues Lopes (* 1988), brasilianischer Fußballspieler
- Ernâni Lopes (1942–2010), portugiesischer Ökonom und Politiker
- Éverton Lopes (* 1988), brasilianischer Boxer

### F
- Fábio Deivson Lopes Maciel (* 1980), brasilianischer Fußballspieler
- Fátima Lopes (Modedesignerin) (* 1965), portugiesische Modedesignerin
- Fátima Lopes (Fernsehmoderatorin) (* 1969), portugiesische Fernsehmoderatorin
- Felipe Lopes (* 1987), brasilianischer Fußballspieler
- Fernando Lopes (Regisseur) (1935–2012), portugiesischer Regisseur des „Novo Cinema“
- Fernando Lopes (Schwimmer) (1964–2020), angolanischer Schwimmer
- Fernando Lopes-Graça (1906–1994), portugiesischer Komponist, Musikkritiker und Musikwissenschaftler
- Fernão Lopes (um 1380–1460), portugiesischer Historiker
- Fernão Lopes (Soldat) (um 1480–1545), portugiesischer erster bekannter dauerhafter Bewohner der Atlantikinsel St. Helena
- Fernão Lopes de Castanheda (um 1480–1559), portugiesischer Historiker
- Francisco Lopes da Cruz (* 1941), osttimoresischer Politiker
- Francisco Expedito Lopes (1914–1957), brasilianischer Geistlicher, römisch-katholischer Bischof von Garanhuns

### G
- Gabriel Lopes (Segler) (Gabriel da Silva Lopes; * 1931), portugiesischer Segler
- Gabriel Lopes (Schwimmer) (Gabriel José Almeida Lopes; * 1997), portugiesischer Schwimmer
- Gil Teixeira Lopes (1936–2022), portugiesischer Maler und Hochschullehrer
- Gilberto Pereira Lopes (* 1927), brasilianischer Geistlicher, Erzbischof von Campinas
- Gilmar Lopes (* 1989), brasilianischer Leichtathlet
- Gregorio Lopes (um 1490–um 1550), portugiesischer Maler

### H
- Hana Sofia Lopes (* 1990), luxemburgisch-portugiesische Schauspielerin
- Héber Lopes (* 1972), brasilianischer Fußballschiedsrichter
- Hélder Lopes (Gewerkschafter) (1975–2017), osttimoresischer Politiker der PST und Gewerkschafter
- Hélder Lopes (Politiker), osttimoresischer Politiker, ehemals stellvertretender Finanzminister
- Hélder Lopes (Tennisspieler) (* 1977), portugiesischer Tennisspieler
- Hélder Lopes (Fußballspieler) (Hélder Filipe Oliveira Lopes; * 1989), portugiesischer Fußballspieler
- Henri Lopès (1937–2023), kongolesischer Autor und Politiker
- Henrique Lopes de Mendonça (1856–1931), portugiesischer Poet, Dramatiker und Offizier
- Henry Lopes, 3. Baron Roborough (1940–2015), britischer Adliger und Politiker
- Hermenegildo Lopes, osttimoresischer Politiker und Diplomat

### I
- Ildo Augusto Dos Santos Lopes Fortes (* 1964), kap-verdischer Priester, Bischof von Mindelo
- Ivo Lopes (* 1996), portugiesischer Motorradrennfahrer

### J
- Jaime Xavier Lopes, osttimoresischer Politiker (CNRT)
- Jekaterina Jewgenjewna Lopes (* 1987), russische Tennisspielerin
- Jéssica de Lima Gonçalves Lopes Ferreira (* 1981), brasilianische Fußballspielerin
- Jhennifer Lopes (* 2000), brasilianische Handballspielerin
- João Lopes (Reiter) (1919–2015), portugiesischer Reiter
- João Pimenta Lopes (* 1980), portugiesischer Biologe und Politiker (PCP), MdEP
- João Simões Lopes Neto (1865–1916), brasilianischer Journalist und Schriftsteller
- Joaquim Ferreira Lopes (* 1949), portugiesischer Geistlicher, Bischof von Viana
- Joaquim Wladimir Lopes Dias (* 1957), brasilianischer Geistlicher, Bischof von Lorena
- Jone Lopes Pedro (* 1990), deutsch-angolanischer Basketballspieler
- José Lopes (* 1995), portugiesischer Leichtathlet
- José Azeredo Lopes (* 1961), portugiesischer Hochschullehrer und Politiker
- José Joaquim Lopes de Lima (1796/98–1852), portugiesischer Offizier, Politiker und Administrator
- José dos Santos Lopes (genannt Zeca Lopes; 1910–1996), brasilianischer Fußballspieler
- José Lopes da Silva (1872–1962), kapverdischer Dichter und Schriftsteller
- José da Silva Lopes († 2015), portugiesischer Ökonom und Politiker
- José Leite Lopes (1918–2006), brasilianischer Physiker
- José Ruy Gonçalves Lopes (* 1967), brasilianischer Geistlicher, Bischof von Caruaru
- José Ubiratan Lopes (* 1947), brasilianischer Geistlicher, Bischof von Itaguaí
- Joseias Lopes (* 1964), brasilianischer Politiker
- Julio Herbert Lopes (1954–2019), kapverdischer Diplomat und Politiker
- Júnior Lopes (* 1987), brasilianischer Fußballspieler

### L
- Leila Lopes (* 1986), angolanische Schönheitskönigin
- Lidiane Lopes (* 1994), kap-verdische Sprinterin
- Lisa Lopes (1971–2002), US-amerikanische Rapperin
- Lourenço Lopes, portugiesischer Kolonialgouverneur
- Luís Lopes (* 2000), kap-verdischer Fußballspieler
- Luiz Antônio Lopes Ricci (* 1966), brasilianischer Geistlicher, römisch-katholischer Bischof von Itapetininga

### M
- Magnus Henrique Lopes (* 1965), brasilianischer Ordensgeistlicher, Bischof von Crato
- Manuel Lopes (Schriftsteller) (Manuel António de Sousa Lopes; 1907–2005), kapverdischer Schriftsteller und Dichter
- Manuel Antônio de Oliveira Lopes (1861–1922), brasilianischer Geistlicher, Erzbischof von Maceió
- Manuel Gil Teixeira Lopes (1936–2022), portugiesischer Maler und Hochschullehrer
- Marcelino Junior Lopes Arruda (* 1989), brasilianischer Fußballspieler
- Marcelo Gonçalves Costa Lopes (* 1966), brasilianischer Fußballspieler
- Márcia Lopes (* 2001), kap-verdische rhythmische Sportgymnastin
- Marco Tulio Lopes Silva (* 1981), brasilianischer Fußballspieler
- Marcy Cláudio Lopes (* 1981), angolanischer Politiker und Rechtswissenschaftler
- Marcos Rogério Ricci Lopes (* 1986), brasilianischer Fußballspieler, siehe Pará (Fußballspieler, 1986)
- Margarida Balseiro Lopes(* 1989), portugiesische Politikerin
- Maria Angelina Lopes Sarmento, osttimoresische Politikerin
- Maria Laura Moura Mouzinho Leite Lopes (1917–2013), brasilianische Mathematikerin und Hochschullehrerin
- Mariana Lopes (* 1994), portugiesische Handballspielerin
- Mariano Sabino Lopes, osttimoresischer Politiker
- Marlon de Souza Lopes (* 1976), brasilianischer Fußballspieler
- Martinho da Costa Lopes (1918–1991), osttimoresischer geistlicher, Apostolischer Administrator in Dili
- Massey Lopes (1818–1908), britischer Politiker
- Massey Lopes, 2. Baron Roborough (1903–1992), britischer Peer, Politiker und Offizier
- Miguel Lopes (* 1986), portugiesischer Fußballspieler

### N
- Nuno Lopes (* 1978), portugiesischer Schauspieler
- Nuno Craveiro Lopes (1921–1972), portugiesischer Architekt

### O
- Óscar Lopes (1917–2013), portugiesischer Romanist und Lusitanist
- Oscar Lino Lopes Fernandes Braga (1931–2020), angolanischer Geistlicher, Bischof von Benguela

### P
- Pablo Diogo Lopes de Lima (* 1992), brasilianischer Fußballspieler
- Paulo Lopes (Fußballspieler) (* 1978), portugiesischer Fußballspieler
- Paulo Lopes de Faria (1931–2009), brasilianischer Geistlicher, Erzbischof von Diamantina
- Pedro Carlos de Aguiar Craveiro Lopes (* 1834), portugiesischer Marineoffizier und Kolonialverwalter
- Pedro Gabriel Pereira Lopes (* 1999), brasilianischer Fußballspieler
- Pedro Miguel Lopes (* 1975), portugiesischer Radrennfahrer
- Pedro Lopes (Drehbuchautor) (* 1976), portugiesischer Drehbuchautor
- Priscilla Lopes-Schliep (* 1982), kanadische Hürdenläuferin

### R
- Rafael Jácome Lopes de Andrade (1851–1900), portugiesischer Offizier und Kolonialverwalter, siehe Rafael Jácome de Andrade
- Renaldo Lopes da Cruz (* 1970), brasilianischer Fußballspieler
- Ricardo Lopes (Fußballspieler, 1968) (Ricardo Jorge Freitas Lopes; * 1968), portugiesischer Fußballspieler
- Ricardo Lopes (Fußballspieler, 1990) (Ricardo Lopes Pereira; * 1990), brasilianischer Fußballspieler
- Roberto Lopes (* 1992), kapverdischer Fußballspieler
- Roberto Lopes da Costa (* 1966), brasilianischer Beachvolleyballspieler
- Roderigo Lopes (genannt Doktor Lopus; 1525–1594), portugiesischer Arzt
- Rony Lopes (* 1995), portugiesisch-brasilianischer Fußballspieler
- Rosaly Lopes (* 1957), brasilianische Weltraumgeologin und Vulkanologin
- Rui Emiliano Teixeira Lopes, indonesisch-osttimoresischer Politiker und Verwaltungsbeamter

### S
- Sabra Lopes, deutsche Opernsängerin (Mezzosopran), Sprecherin und Gesangspädagogin
- Selma Lopes (* 1928), brasilianische Schauspielerin und Synchronsprecherin
- Sonia Lopes (* 1972), portugiesische Badmintonspielerin
- Steven Joseph Lopes (* 1975), US-amerikanischer Geistlicher, Ordinarius des Personalordinariats Kathedra Petri

### T
- Tarcísio Sebastião Batista Lopes (1938–2001), brasilianischer Ordensgeistlicher, Bischof von Ipameri
- Tiago Lopes (Tennisspieler) (* 1986), brasilianischer Tennisspieler
- Tiago Lopes (Turner) (Tiago Jose Paulo Lopes; * 1993), portugiesischer Trampolinturner
- Tiago Jorge Oliveira Lopes (* 1989), portugiesischer Fußballspieler

### V
- Valmiro Lopes Rocha (Valdo; * 1981), spanischer Fußballspieler
- Vasco Lopes (* 1999), kapverdischer Fußballspieler
- Victor Lopes (* 1964), deutscher Fußballspieler
- Victória Lopes (* 1999), brasilianische Beachvolleyballspielerin
- Vinícius Lopes (* 1988), brasilianischer Fußballspieler

### W
- Wagner Lopes (* 1969), brasilianisch-japanischer Fußballspieler
- Wellington Nogueira Lopes de Avellar (* 1979), brasilianischer Fußballspieler
- Wesley Lopes Beltrame (* 1987), brasilianischer Fußballspieler, siehe Wesley (Fußballspieler, 1987)
- Wesley Lopes da Silva (* 1980), brasilianischer Fußballspieler, siehe Wesley (Fußballspieler, 1980)

### Z
- Zain Lopes, eigentlich Rafael Barbosa (1924–2007), guinea-bissauischer Widerstandskämpfer und Politiker

## Sonstiges
- LOPES, digitales Radioobservatorium zur Messung kosmischer Strahlung